# Sorgenfreispira exilis
Sorgenfreispira exilis é uma espécie de gastrópode da família Mangeliidae.